# أضواء ليلة الجمعة (مسلسل)
هو مسلسل دراما تلفزيونية رياضية اميركية بدء أول حلقة عام 2006.

## قصة
دور أحداث مسلسل «فريداي نايت لايتس» حول أحد فرق كرة القدم بولاية تكساس، حيث يتعرض أحد اللاعبين للشلل فيحاول الفريق الفوز والبقاء في المراكز الأولى.

## بطولة
- كايل شاندلر
- كوني بريتون
- غايوس تشارلز
- أدرياني باليكي
- زاك جيلفورد
- مينكا كيلي
- سكوت بورتر
- مايكل جريدون
- مات لوريا
- ماديسون بورج
- غري دامون

## وصلات خارجية
- فريداي نايت لايتس على موقع IMDb (الإنجليزية)
- فريداي نايت لايتس على موقع ميتاكريتيك (الإنجليزية)
- فريداي نايت لايتس على موقع روتن توميتوز (الإنجليزية)
- فريداي نايت لايتس على موقع فيلمافينيتي (الإسبانية)
- فريداي نايت لايتس على موقع كينوبويسك (الروسية)
- فريداي نايت لايتس على موقع ألو سيني (الفرنسية)
- فريداي نايت لايتس على موقع قاعدة بيانات الفيلم (الإنجليزية)